# Mauno Mannelin
Mauno Ilmari Mannelin (15. ledna 1910 – 11. července 1990) byl finský fotograf aktivní více než padesát let, od roku 1929 do konce 80. let. Již ve 30. letech se specializoval na průmyslovou fotografii. Přestávka v práci byla pouze během zimních a pokračovacích válek.

## Dětství a rodina
Mauno Mannelin se narodil v roce 1910 v Urjale. Jeho otec, Kalle Mannelin, pocházel z rodu Haritunů z Urjaly a pracoval ve stavebních pracích v Urjale a později mimo jiné na panství Backas v Helsinkách, kam se Mauno se svým otcem v mládí přestěhoval. Maunova matka Sandra pocházela z Punkalaitume. Mauno si udržoval spojení se svým rodištěm. Jeho bratranec „Topi“ Riutta se často účastnil Maunových cest, měl letní chatu ve Vehkajärvi na hranici mezi Urjalou a Punkalaitume. Bratr Maunona Mannelina, Veikko, se také přestěhoval do helsinské obce na venkově. Se stejnojmenným synem pracoval jako řidič auta. Za zmínku stojí, že otec Maunovy matky, Robert Sahlberg, přezdívaný „Janne z Kuoppalanu“, byl vědec. Lidé k němu přicházeli z daleka prosit o radu.

## Rodina a domov
Mauno Mannelin a Irene Luomala se vzali 4. června 1933. Maunově ženě Irene Mannelin (* 10. března 1916) bylo pouhých 17 let, když se vdala. Děti Mauna a Irene byly Ritva (* 23.11.1933), Tapio (* 18.6.1939), Pertti (* 4.3.1943) a Kyösti (* 27.10.1950). Nejstarší synové pracují jako fotografové, dcera jako třídní učitelka a nejmladší syn jako podnikatel v ofsetovém tisku. Mauno měl devět vnoučat, z nichž jedno zemřelo mladé při nehodě. Mauno a Irene nejprve žili v Malmi na Helsingintie 12, odkud se po válce přestěhovali do samostatného domu na adrese Vilpo 61, která se později přejmenovala na Paavolantie 6.

## Pracovní kariéra
Mauno Mannelin začal pracovat v mládí na pracovišti svého otce v Backas manor, kde pracoval ve stavebních pracích mimo jiné jako zednický pomocník. Po získání řidičského průkazu se stal řidičem společnosti Pohjanheimo, která působila ve filmovém a fotografickém průmyslu. Práce fotografa ho zaujala natolik, že přesvědčil Pohjanheima, aby ho zasvětil do tajů fotografie. Zaměstnavatel s tím souhlasil pouze za peněžitou náhradu. Společnost Pohjanheimo provozovala  fotografické studio Ortho v Helsinkách na Bulevardi 7.
Mannelin opustil Pohjanheimo pro svou první nezávislou práci, kterou bylo pořizování snímků s turné Tivoli v roce 1929. Po roce branné služby získal Mauno v březnu 1931 dlouhodobého klienta z Finského odborového svazu, pro jehož časopis popisoval průmysl a obchod v průběhu 30. let. V důsledku toho pocházejí fotografie Mauna z celého Finska, zejména z Helsinek, Turku, Viipuru, Tampere, Oulu, Kemi a Lappeenranty. Za tu dobu si Mauno vytvořil spoustu vztahů s fotografovanými společnostmi, které si také objednávaly kopie fotografií pro sebe.
Zatímco ve 30. letech byly fotografovanými objekty areály družstevních prodejen a jejich provoz a různá průmyslová odvětví, od 50. let se Mannelin specializoval zejména na lesy a lesní průmysl, strojírenský lesnický průmysl, těžbu a kamenický průmysl.

## Fotografické provozy
Mannelin měl v prostorách na Helsingintie 12 nejen byt, ale také fotografickou firmu a laboratoř. Na počátku 60. let se fotografické studio přestěhovalo do budovy KOP na Kirkonkyläntie 4 a brzy poté Mauno přenechal ateliér svým dvěma synům, Tapiovi a Pertimu. Maunova manželka Irene provozovala v souvislosti s ateliérem květinářství, ale v případě potřeby pořizovala i pasové fotografie. Poté, co se Tapio a Pert pohádali, si Tapio nejprve založil vlastní obchod v Malminraiti a po několika letech si vybudoval vlastní fotografické studio na Varpustie v Tapaninkylä. Pertti pokračoval v provozu fotoateliéru pod názvem Foto Mannelin.

## Odkaz Mauna Mannelina
Když Mauno začal v 70. letech stárnout, omezil své fotografické výlety a začal nabízet své foto negativy muzeím. Navíc mnoho společností své archivy snímků darovalo například lesnímu muzeu Lusto jako Maunovo dědictví. Některé z těchto fotografií  jsou v muzeích jako papírové kopie. Mannelinovy obrázky lze nalézt například na stránkách muzeí Finna. Asi 30.400 negativů muzeu darovala vlastní vnučka Johannes Moisio. Nejstarší z těchto obrázků jsou zobrazeny na stránce „Mauno Mannel 1910–1990“ na Facebooku.

## Galerie

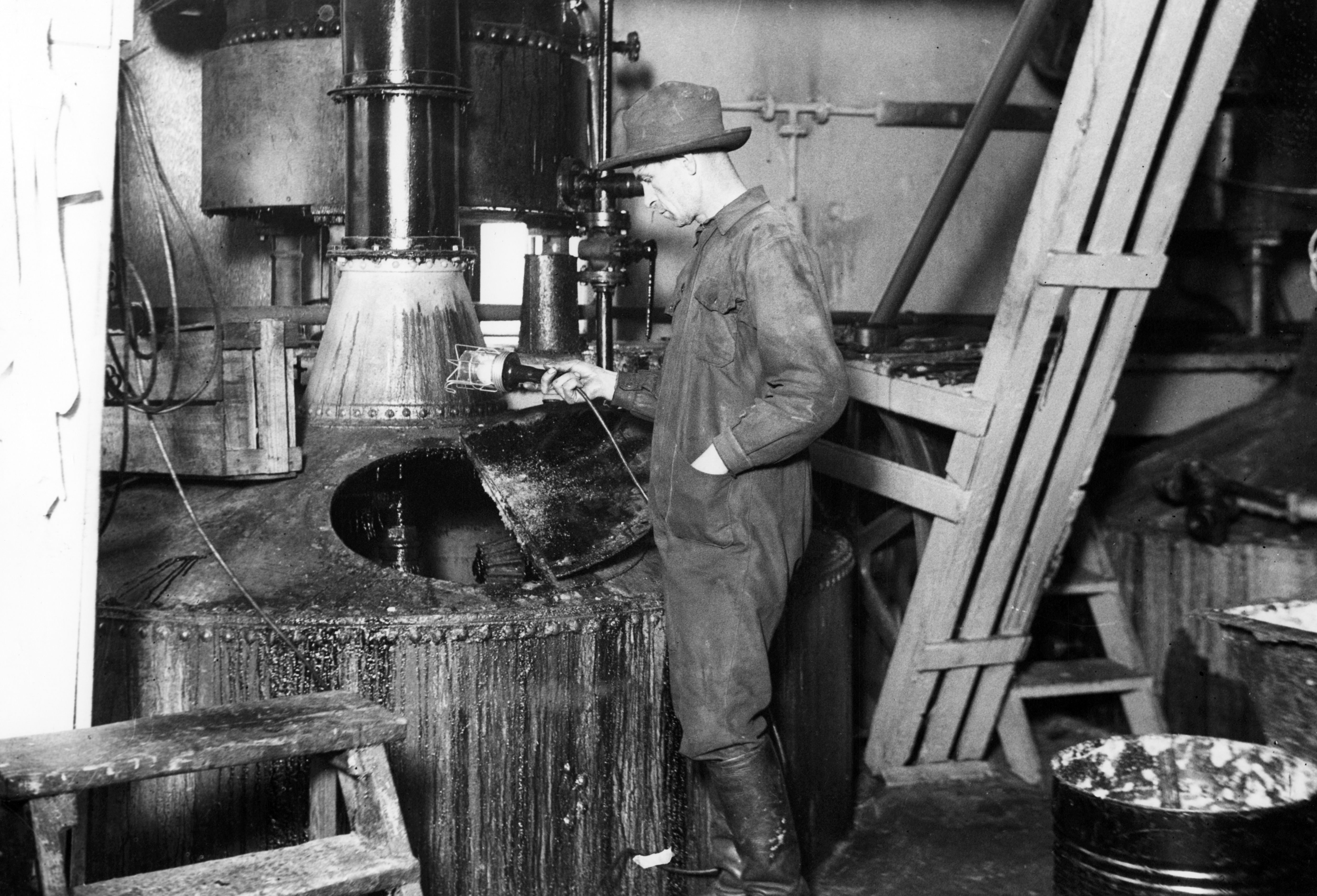
Továrna na barvy Tikkurila (Ab Schildt & Hallberg Oy). Tikkurila / Jokiniemi, Vantaa, oblast Helsinky, Finsko, 1930
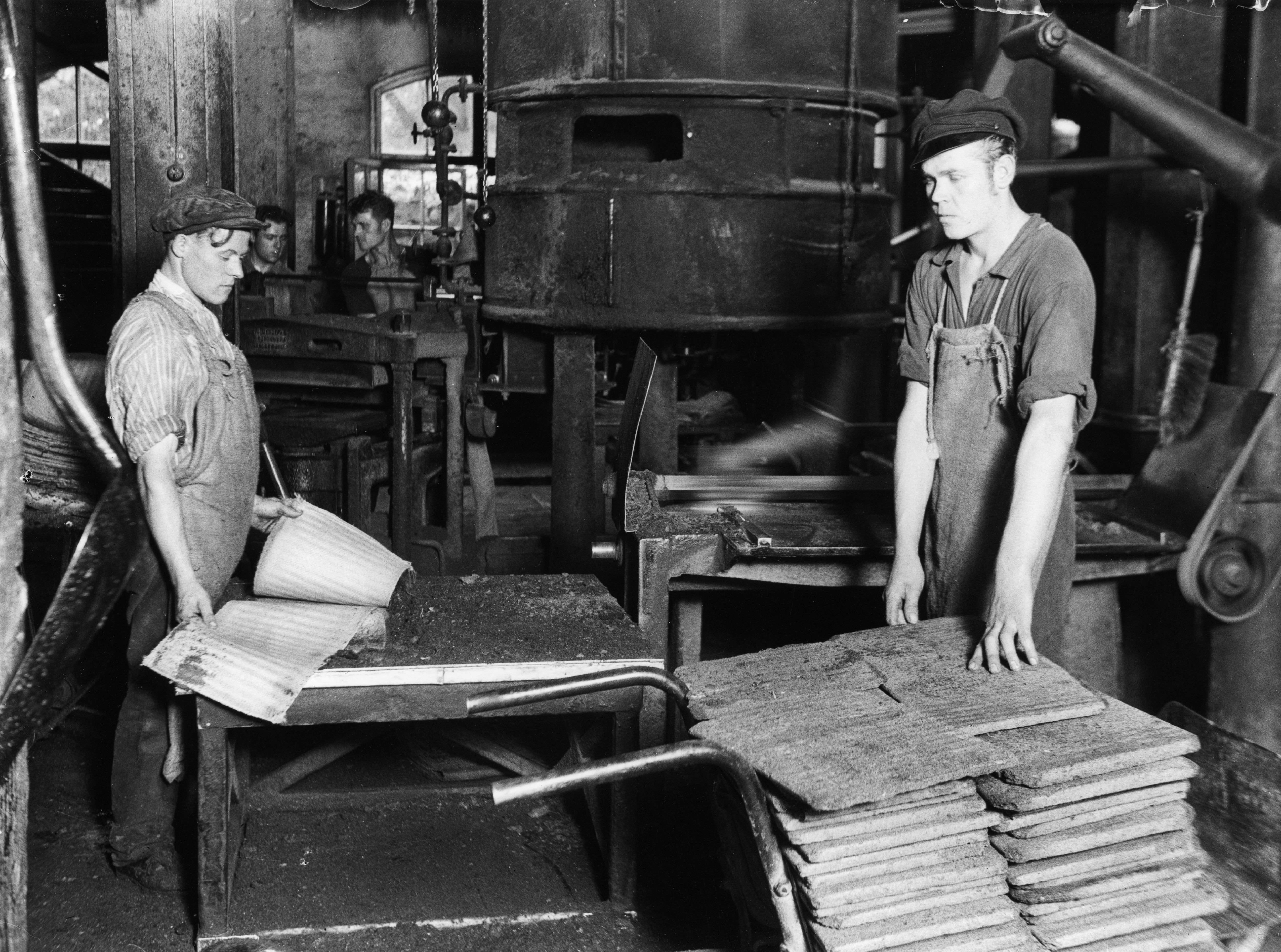
Továrna na barvy Tikkurila (Ab Schildt & Hallberg Oy). Tikkurila / Jokiniemi, Vantaa, 1930
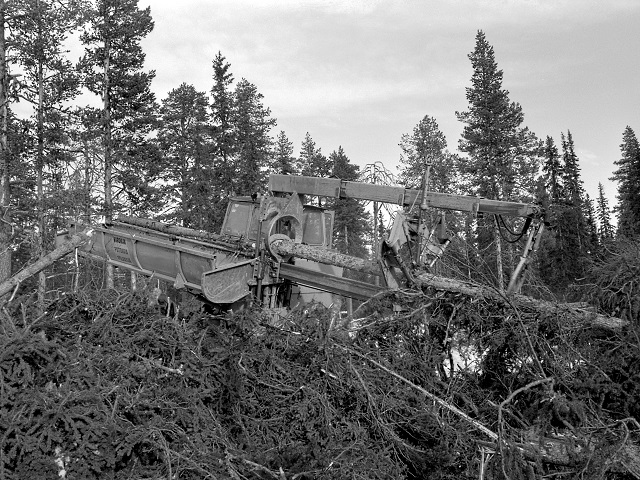
Lesní stroj Pika-50 během kácení Metsähallitus, Savukoski, 1972
Allis-Chalmers HD3, Tapanila Kesko, 1961
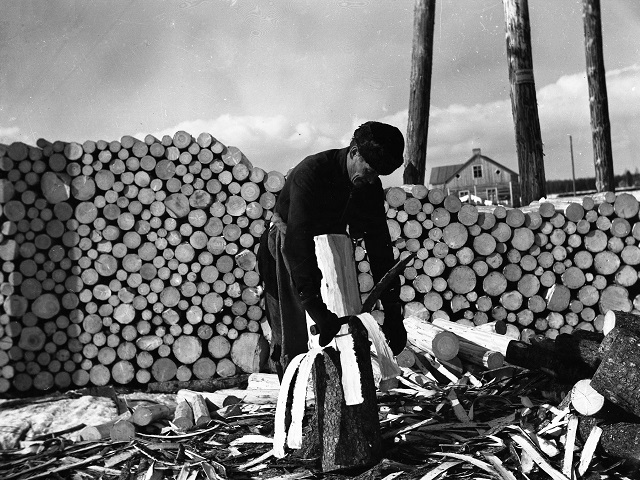
Opalování dřeva opalovací žehličkou, Urjala, 1934
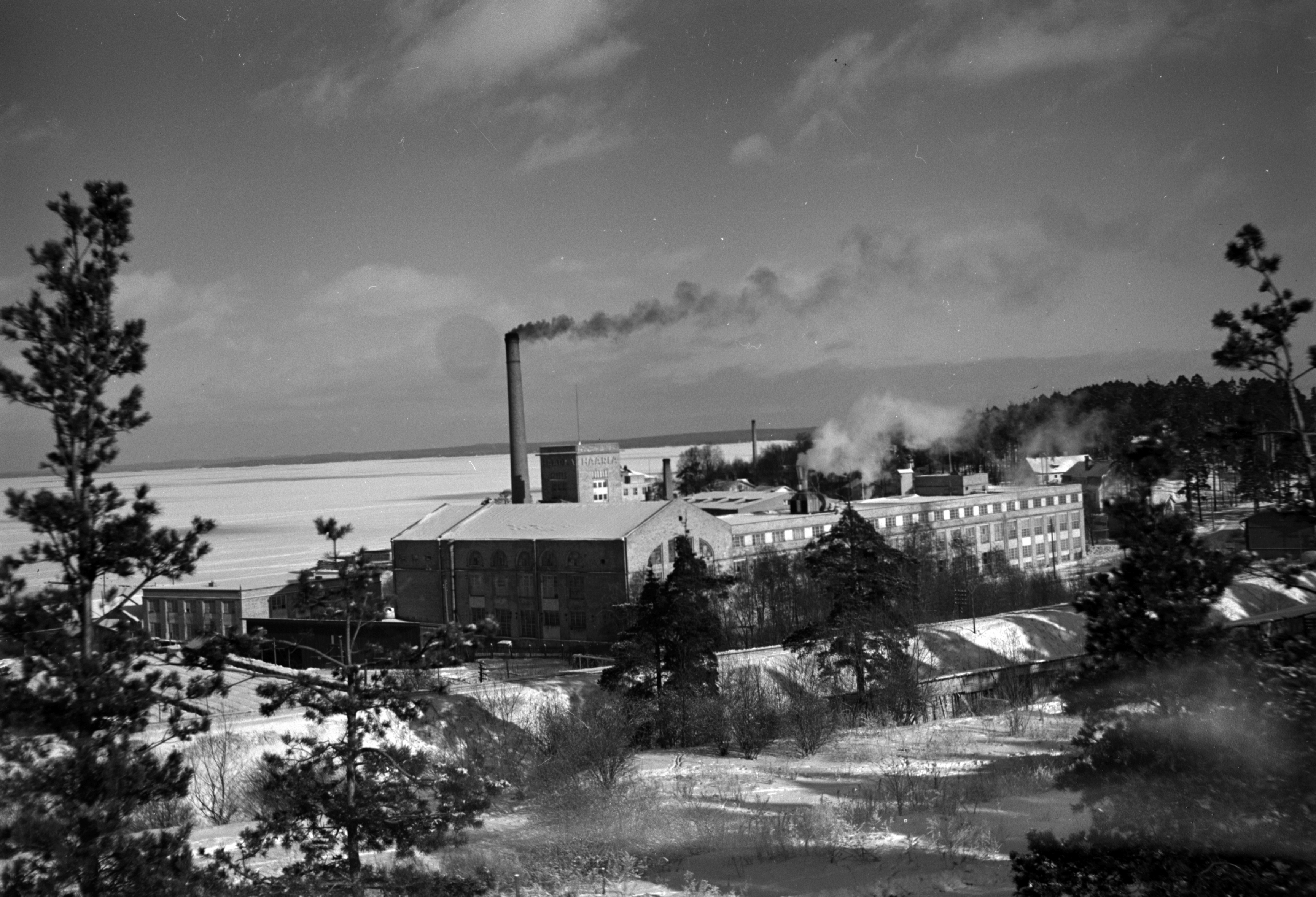
Papírna, Haarla, 1954
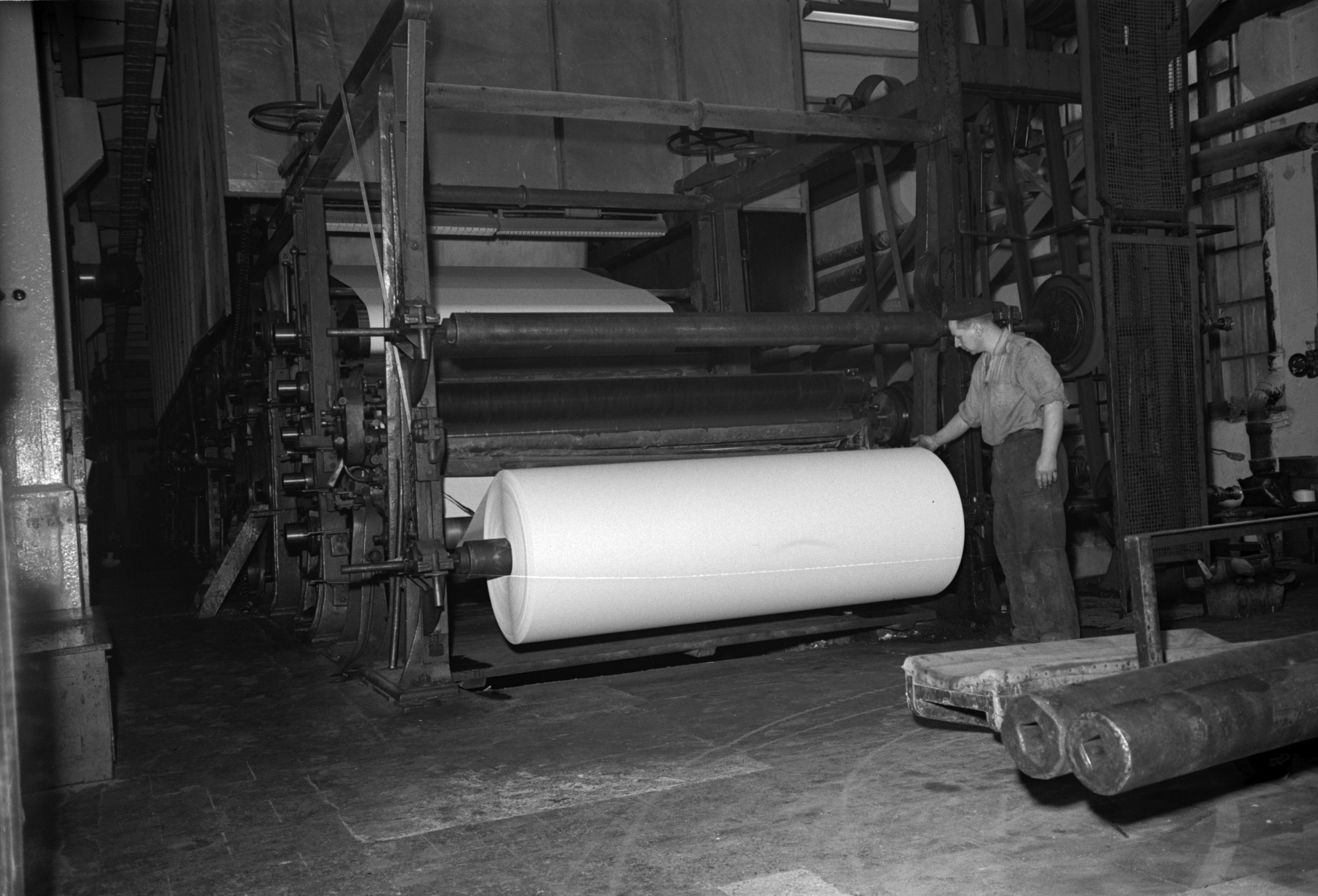
Papírna, Haarla, 1954
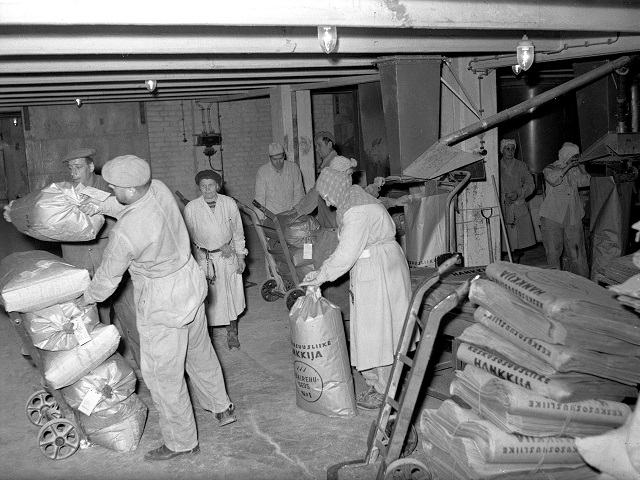
Pytlování krmiva v továrnách Hankkija v Malmi, 1957
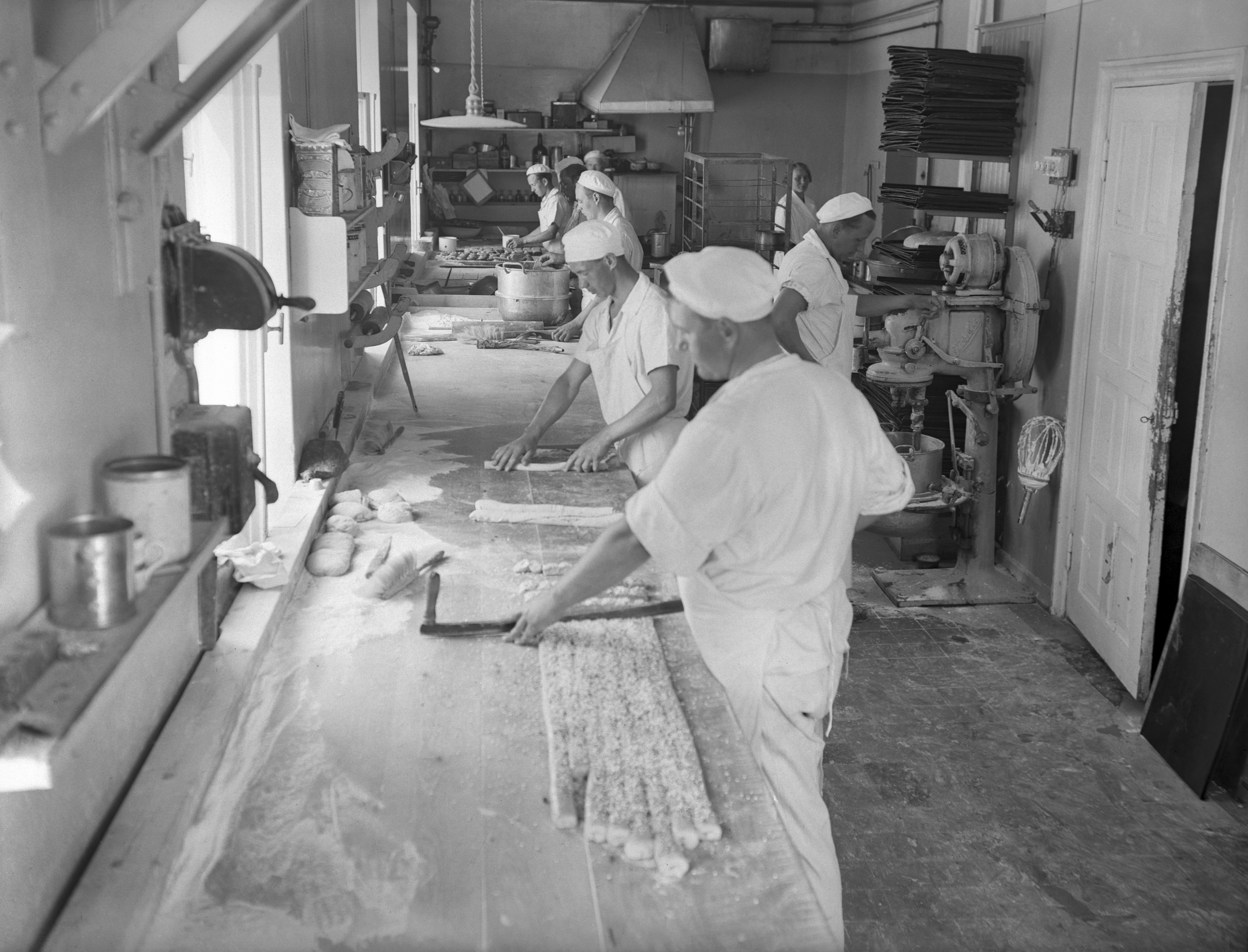
Branderova pekárna, 1930–1940